# Ауфенберг, Франц Ксавье фон
барон Франц Ксавье́ фон Ауфенбе́рг (нем. Franz Xaver Freiherr von Auffenberg; 1744 — 23 декабря 1815) — фельдмаршал-лейтенант, австрийский военачальник периода французских революционных войн. Известен своим участием в Швейцарском походе генерал-фельдмаршала Александра Васильевича Суворова, в котором командовал австрийской бригадой. Его рапорты и донесения являются важным источником для исследователей истории этой военной операции.

## Биография
22 марта 1793 года произведён в подполковники (нем. Oberstleutnant) и в этом звании участвовал в кампании в Австрийских Нидерландах. 28 июля 1794 года повышен до полковника (нем. Oberst). 3 марта 1797 года получил звание генерал-майора за отличия в битвах при Вюрцбурге и при Вецларе.
Во время Войны второй коалиции швейцарский кантон Граубюнден попросил у Австрии защиты от французов. Там был размещён австрийский корпус численностью 4,5 тысячи человек, которым был назначен командовать Ауфенберг. 6 марта 1799 года на перевале Санкт-Люциштайг (нем. Sankt Luzisteig), ведущем из Майнфельда в Лихтенштейн, Ауфенберг был атакован пятитысячным французским корпусом под командованием Андрэ Массены и потерпел поражение. Потери австрийцев составили убитыми и ранеными 400 человек. Противник, потеряв 300 человек, захватил пленными 1100—1450 человек, от 5 до 12 пушек и три штандарта. На следующий день во время отступления к городу Куру французы окружили и захватили в плен ещё от 1000 до 3000 австрийцев, включая самого Ауфенберга. Однако уже 10 июля того же года он был обменян и находился при штаб-квартире эрцгерцога Карла. Позднее осенью был поставлен во главе бригады численностью 2,5 тысячи человек, расквартированной в Дисентисе.
23 сентября 1799 года Ауфенберг выдвинулся из Дисентиса на соединение с корпусом Суворова, чтобы усилить его армию в Швейцарском походе. Спустившись Мадеранской долиной, австрийцы заняли Амштег на Ройсе, выбив оттуда незначительный французский отряд и создав угрозу тылам генерала Лекурба. Французы контратаковали и несколько потеснили Ауфенберга вверх по Мадеранской долине, где тот занял оборону и стоял в ней, пока 25 сентября не подошли войска Суворова. Как только французы отступили из Амштега, австрийские части влились в состав суворовской армии и двигались с ней далее через Альтдорф и горный перевал Хинциг Хулем в долину реки Муоты. Здесь союзники оказались запертыми в «каменном мешке» войсками Андрэ Массены. 29 сентября в трапезной женского францисканского монастыря Св. Иосифа в Муотатале собрался военный совет, на котором обсуждались планы выхода из окружения. По какой-то причине Ауфенберг на него приглашён Суворовым не был, хотя согласно принятой там диспозиции именно его бригаде предстояло первыми начинать прорыв к Гларусу. Подчиняясь приказу, австрийцы поднялись на перевал Прагель и, уничтожив французские посты, спустились в Клёнтальскую долину. Здесь они столкнулись с сильным отрядом генерала Габриэля Молитора и начали отступать, однако тут подоспели русские части во главе с Петром Ивановичем Багратионом и обратили противника в бегство. Согласно российским источникам, когда французы потеснили австрийцев, Ауфенбергу было предложено сложить оружие, и тот уже было начал переговоры о сдаче, которые прервал Багратион. Европейские источники этот эпизод не упоминают, но сообщают, что после успешной контратаки русских оба союзных полководца, независимо друг от друга, направили уже Молитору предложения о сдаче, которые тот с негодованием отверг:

Скажите вашему командиру, что его предложение безрассудно. Неужели он не знает, что его свидание с Корсаковым и Готце отменяется? Я сам победил Елачича и Линкена. Теперь они заперты в Гларусе. Маршал Суворов окружён со всех сторон. Он сам будет тем, кого вынудят сдаться!— Молитор — Ауфенбергу и Багратиону
В ответ на это Багратион возобновил натиск и гнал французов до Клёнталского озера. Бригада Ауфенберга двинулась вслед за русскими, и на следующий день они с боями вышли к Гларусу. Отсюда 1 октября он отправил рапорт о плачевном состоянии своей бригады, которая хотя и была гораздо в меньшей степени задействованная в боях, чем русские войска, осталась без боеприпасов, денег, хлеба и практически без обуви. 2 октября Ауфнберг отделился от Суворова и, не встречая более противника, двинулся по маршруту Гларус — Эльм — Паникс — Иланц — Верхний Рейн. 8 октября австрийцы достигли занятого своими Кура. Несколькими днями позже Суворов отступил из Гларуса тем же маршрутом.
29 октября 1800 года Ауфенберг был произведён в фельдмаршал-лейтенанты и поставлен во главе дивизии. С 1803 по 1807 год был почётным полковником-владельцем 37-го пехотного полка. Участвовал в Войне третьей коалиции во главе смешанного корпуса численностью 5500 человек. 8 октября 1805 года под Вертингеном его III-й корпус был внезапно атакован и разбит французскими войскам под командованием Мюрата и Ланна. Считается, что это поражение привело в дальнейшем австрийцев к катастрофе в Ульме и захвату французами Вены. Ауфенберг был предан военному суду, который усмотрел его вину в том, что в битве под Вертингеном он слишком далеко оторвался со своим корпусом от основных сил австрийцев. За это он был отстранён от командования, а в 1807 году уволен в отставку.